# José Luiz Ferreira Salles
José Luiz Ferreira Salles, C.Ss.R. (Itirapina, 23 de janeiro de 1957) é um bispo católico, nomeado para a Diocese de Pesqueira.

## Biografia
Dom José Luiz Ferreira Salles nasceu em 23 de janeiro de 1957, na cidade de Itirapina (SP). É filho de Luiz Ferreira Salles (falecido) e Abigail Aparecida Leme Soares Salles.
Em 1970 entrou para a Congregação do Santíssimo Redentor. Fez sua profissão religiosa em 31 de janeiro de 1982. Foi ordenado sacerdote no dia 14 de dezembro de 1985. Foi ordenado Bispo em 17 de março de 2006, titular de Tipasa na Numídia.
Aos 25 de junho de 2011 teve seu nome divulgado como membro da Comissão Episcopal Pastoral para o Serviço da Caridade, da Justiça e da Paz da CNBB.
No dia 15 de fevereiro de 2012 o Papa Bento XVI o nomeou bispo diocesano de Pesqueira. Vindo a tomar posse da Sé Pesqueirense em 14 de Abril de 2012.
Em 1 de outubro de 2021, em sua segunda carta pastoral, Dom Luiz reconheceu a grande probabilidade do caráter sobrenatural da experiência vivida por Maria da Conceição Silva (1920-1999) e por Maria da Luz Teixeira de Carvalho (1922-2013), que afirmavam ter tido visões da Virgem Maria na Vila de Cimbres entre 1936 e 1937, afirmando que as mensagens comunicadas durante as alocuções com as videntes estão em consonância com a fé cristã e a doutrina católica.